# 北海道道3号札幌夕張線
北海道道3号札幌夕張線（ほっかいどうどう3ごう さっぽろゆうばりせん）は、北海道札幌市と夕張市を結ぶ道道（主要地方道）である。略称は「札夕線（さつゆうせん）」。

## 概要
札幌市白石区内ではその大部分が「南郷通」と呼ばれている。また、札幌市営地下鉄東西線は、菊水駅から大谷地駅の間が本路線の地下を通っている。
なお、札幌市域は札幌市が管理する。

### 路線データ
- 起点：北海道札幌市中央区大通東7丁目（国道12号交点）
- 終点：北海道夕張市若菜（北海道道38号夕張岩見沢線交点）
- 総延長：47.963 km[1]
  - 北海道管理：36.068 km[1]
  - 札幌市管理：11.895 km[1]
- 実延長：43.048 km[1]
  - 北海道管理：33.115 km[1]
  - 札幌市管理：9.933 km[1]
- 重用延長：4.915 km[1]
  - 北海道管理：2.953 km[1]
  - 札幌市管理：1.962 km[1]

## 歴史
- 1954年（昭和29年）3月30日 - 6号として路線認定[2]。
- 1993年（平成5年）5月11日 - 建設省から、道道札幌夕張線が札幌夕張線として主要地方道に再指定される[3]。
- 1994年（平成6年）10月1日 - 路線番号を3号に変更[4]。

## 路線状況

### 重複区間
- 国道274号（札幌市厚別区厚別南4丁目 - 長沼町西12線南7号）
- 国道337号（長沼町本町北1丁目 - 長沼町東町北1丁目）
- 北海道道602号東三川由仁停車場線（由仁町中央 - 由仁町東栄）
- 国道234号（由仁町東栄 - 栗山町角田）
- 北海道道477号滝下由仁停車場線（由仁町東栄 - 栗山町角田）

### 主な橋梁
- 一条大橋（豊平川）1969年完成 = 札幌市中央区南1条東7丁目 - 札幌市白石区菊水2条1丁目
- 南郷大通橋
- 新あかつき橋
- 大谷地橋
- 零号橋

### トンネル
現道

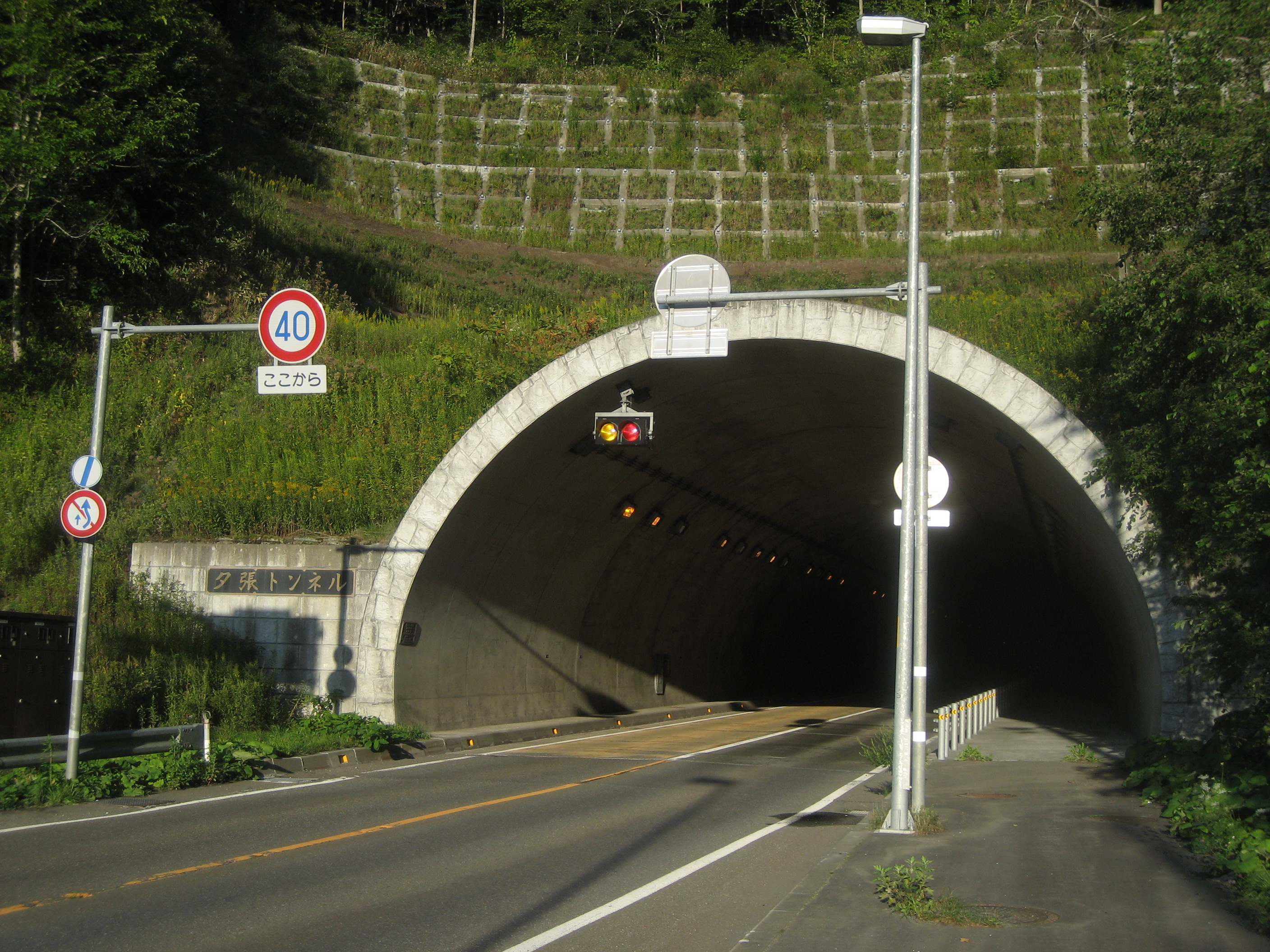
夕張トンネル（栗山町方面側から撮影）

- 夕張トンネル（421 m､2007年開通）

廃道
- 旧夕張トンネル（395 m､1965年開通、2007年廃止、2009年解体埋め戻し[要出典]）

## 地理

### 通過する自治体
- 石狩振興局
  - 札幌市（中央区、白石区、厚別区）
  - 北広島市
- 空知総合振興局
  - 夕張郡
    - 長沼町
    - 由仁町
    - 栗山町
- 夕張市

### 交差する道路
札幌市中央区
- 国道12号 - 大通東7丁目（起点）

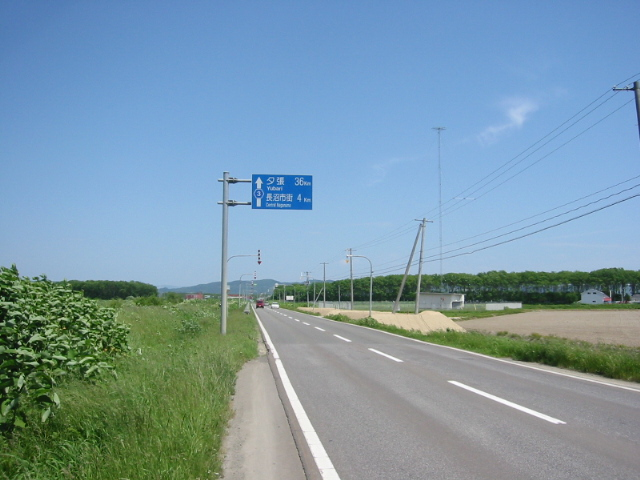
北海道道3号札幌夕張線（長沼町）

- 札幌市主要地方道9900号真駒内篠路線 - 大通東7丁目（起点）

札幌市白石区
- 札幌市主要地方道9901号旭山公園米里線 - 菊水2条2丁目
- 北海道道526号東札幌停車場線 - 菊水6条4丁目
- 北海道道89号札幌環状線 - 東札幌3条6丁目
- 北海道道453号西野白石線 - 南郷通14丁目北

札幌市厚別区
- 国道274号 - 大谷地東3丁目（北広島方向のみ）
- 国道274号 - 厚別南4丁目（重複）
- 北海道道1138号厚別平岡線 - 厚別南4丁目（国道274号重複区間）

北広島市
- 北海道道46号江別恵庭線 - 共栄（国道274号重複区間）

長沼町
- 国道274号 - 西12線南7号（重複）
- 北海道道1056号江別長沼線 - 西11線南6号
- 国道337号 - 本町北1丁目、東町北1丁目（重複）
- 北海道道45号恵庭栗山線 - 東町北1丁目
- 北海道道1008号夕張長沼線 - 東4線北

由仁町
- 北海道道694号北長沼由仁線 - 中央
- 北海道道602号東三川由仁停車場線 - 中央、東栄（重複）
- 国道234号 - 東栄（重複）

栗山町
- 国道234号 - 角田（重複）
- 北海道道477号滝下由仁停車場線 - 角田（重複）
- 北海道道749号鳩山継立停車場線 - 継立

夕張市
- 北海道道38号夕張岩見沢線 - 若菜（終点）

### 沿線にある施設など
※重複区間は除く
札幌市
- テレビ北海道本社 - 中央区大通東6丁目12-4
- 札幌市中央区東まちづくりセンター - 中央区南2条東6丁目市民ギャラリー内
- イオン東札幌店 - 白石区東札幌3条2丁目1
- 札幌市白石区複合庁舎 - 白石区南郷通1丁目南8-1
- アサヒビール園・アサヒビール北海道工場 - 白石区南郷通4南1-1
- スイートデコレーションなんごう店 - 白石区南郷通19丁目北7
- 北星学園大学 - 厚別区大谷地西2-3-1
- 大谷地神社 - 厚別区大谷地西2丁目2-1
- 札幌市営地下鉄東西線大谷地駅・大谷地バスターミナル - 厚別区大谷地東3丁目2-1
- 札幌市営地下鉄東車両基地 - 厚別区大谷地東6丁目
- 札幌市立厚別南中学校 - 厚別区大谷地東7丁目1-1

長沼町
- 長沼町運動公園 - 南町1丁目2
- 長沼郵便局 - 中央南1丁目2-28

栗山町
- 坂本九思い出記念館 - 大井分256-21
- そらち南農業協同組合（JAそらち南）継立出張所 - 継立247-1
- 継立郵便局 - 継立363-36

夕張市
- ゆうばり文化スポーツセンター - 若菜2
- ハマナスクラブ若菜店 - 若菜2